# Stray Cats
A Stray Cats (jelentése: kóbor macskák) amerikai rockabilly együttes. A műfaj legnevesebb képviselőjének számítanak. Legismertebb daluk a "Stray Cat Strut",és a "Rock This Town", amely a Billboard Hot 100-as listán a 9. helyen végzett. A dalt a Rock and Roll Hall of Fame felvette arra a listára, melyen a rock and rollt formáló dalok szerepelnek.

## Története
A zenekart 1979-ben alapította Brian Setzer énekes-gitáros, Slim Jim Phantom dobos és Lee Rocker nagybőgős a New York állambeli Massapequa-ban.  Az együttes tagjaira leginkább a Sun Records kiadó előadói voltak hatással, illetve más előadók az ötvenes évekből (például: Bill Haley & His Comets, Eddie Cochran, Carl Perkins és Gene Vincent). Eleinte "The Tomcats", "The Teds" illetve "Bryan and the Tom Cats" neveken működtek, 1983 óta használják a Stray Cats nevet. Első nagylemezük 1981-ben jelent meg, az Arista Records gondozásában. Ugyanezen év októberében második albumuk is piacra került. A Stray Cats legutoljára 2004-ben adott ki albumot, "Rumble in Brixton" címmel. 2006-ban bekerültek a Long Island Music Hall of Fame-be. A zenekar többször feloszlott pályafutása alatt, 2018-ban viszont bejelentették, hogy újjáegyesülnek, új albumot is terveznek 2019-re, illetve koncertezni kezdenek.

## Tagjai
- Brian Setzer - gitár, ének, ütős hangszerek (1979-1984, 1986-1993, 2004-2009, 2018-)
- Lee Rocker - nagybőgő, akusztikus gitár, vokál (1979-1984, 1986-1993, 2004-2009, 2018-)
- Slim Jim Phantom - dob, vokál, ütős hangszerek (1979-1984, 1986-1993, 2004-2009, 2018-)

## Korábbi tagok
- Bob Beecher - gitár
- Gary Setzer - gitár
- Tommy Byrnes - gitár (1984)

## Diszkográfia
- Stray Cats (1981)
- Gonna Ball (1981)
- Built for Speed (1982)
- Rant N' Rave with the Stray Cats (1983)
- Rock Therapy (1986)
- Blast Off! (1989)
- Let's Go Faster! (1990)
- Choo Choo Hot Fish (1992)
- Original Cool (1993)
- Rumble in Brixton (2004)